# یانا شمیاکینا
یانا شمیاکینا (اوکراینی: Яна Володимирівна Шемякіна؛ زادهٔ ۵ ژانویهٔ ۱۹۸۶) شمشیرباز زن اهل اوکراین است.